# تاكايوكي تشانو
تاكايوكي تشانو (茶 野 隆 行)، ولد في 23 نوفمبر 1976 في إيشيكاوا،شيبا هو لاعب كرة قدم ياباني متقاعد. قدم أول مباراة دولية له في اليابان في مباراة ودية ضد المجر في 25 نيسان 2004.

## روابط خارجية
1. ↑  "Jubilo acquires Chano, Murai". ذا جابان تايمز. 20 يناير 2005. مؤرشف من الأصل في 2020-03-31. اطلع عليه بتاريخ 2012-12-26.

- تاكايوكي تشانو على موقع الاتحاد الدولي (مؤرشف)  (الإنجليزية)
- تاكايوكي تشانو على موقع رابطة كرة القدم اليابانية للمحترفين (اليابانية)
- تاكايوكي تشانو على موقع قاعدة بيانات كرة القدم.إي يو (الإنجليزية)
- تاكايوكي تشانو على موقع ناشيونال فوتبول تيمز (الإنجليزية)
- تاكايوكي تشانو على موقع Soccerway.com (الإنجليزية)
- تاكايوكي تشانو على موقع عالم كرة القدم.نت (الإنجليزية)